# Louise Hazel
Louise Victoria Hazel  (née le 6 octobre 1985 à Southwark en Londres) est une athlète britannique spécialiste des épreuves combinées.

## Carrière
Elle remporte son premier titre international majeur en fin de saison 2010 à l'occasion des Jeux du Commonwealth de New Delhi où elle s'impose dans l'épreuve de l'heptathlon avec 6 156 points (record personnel), devant la Canadienne Jessica Zelinka. 
En 2011, lors du Mehrkampf-Meeting de Ratingen, Louise Hazel améliore sa meilleure marque personnelle avec 6166 points.

## Palmarès
| Année | Compétition           | Lieu      | Place | Épreuve    | Points |
| ----- | --------------------- | --------- | ----- | ---------- | ------ |
| 2009  | Championnats du monde | Berlin    | 13e   | Heptathlon | 6 008  |
| 2010  | Jeux du Commonwealth  | New Delhi | 1re   | Heptathlon | 6 156  |
| 2011  | Championnats du monde | Daegu     | 13e   | Heptathlon | 6 149  |

### Records
| Épreuve    | Performance | Lieu     | Date            |
| ---------- | ----------- | -------- | --------------- |
| Heptathlon | 6 166 pts   | Ratingen | 17 juillet 2011 |
| Pentathlon | 3 820 pts   | Valence  | 13 février 2005 |